# Le Crâne qui crânait
 (janvier 2024).
Si vous disposez d'ouvrages ou d'articles de référence ou si vous connaissez des sites web de qualité traitant du thème abordé ici, merci de compléter l'article en donnant les références utiles à sa vérifiabilité et en les liant à la section « Notes et références ».
Le Crâne qui crânait (The Mystery of the Talking Skull) est un roman écrit par Robert Arthur, Jr., paru en 1969 aux États-Unis. Il a été publié sous la signature théorique d'Alfred Hitchcock pour des motifs publicitaires et de marketing. Le roman a été traduit par Claude Voilier en 1984 ; les illustrations sont d'Yves Beaujard.
Le roman fait partie de la série policière pour adolescents Les Trois Jeunes Détectives.

## Résumé
Les « trois jeunes détectives », Hannibal, Peter et Bob, décident, par curiosité, de se rendre à une vente aux enchères. Pendant la vente, Hannibal est intéressé par une malle en bois, ancienne et vétuste. Comme il est le seul enchérisseur, il obtient la malle pour la somme d'un dollar ! Peu après, une vieille femme  lui offre 25 dollars pour avoir la malle, mais Hannibal refuse de la vendre. Le trio est interviewé par un jeune journaliste, Fred Brown, qui fait paraître un article sur cette malle dans son journal dès le lendemain. Mais au petit matin, des individus mystérieux s'introduisent dans la propriété des Jones et volent la malle ! Puis un homme se présente au domicile d'Hannibal, expliquant être le mage Maximilien, et lui propose 100 dollars pour la malle, qui aurait jadis appartenu à un célèbre illusionniste, le « Grand Gulliver ». Hannibal lui apprend que la malle vient d'être volée. Survient alors le journaliste Fred Brown, qui leur dit que selon les rumeurs, la malle contiendrait un « crâne parlant » (chapitres 1 et 2).
À la fin du roman, Alfred Hitchcock fait le point avec eux : le crâne ne parlait pas, son socle en faux marbre contenait un dispositif de transmission hertzienne manipulé par Zelda.